# Église Notre-Dame des Carmes de Carcassonne
L'église Notre-Dame des Carmes est un édifice religieux situé à Carcassonne, dans le département de l'Aude en Occitanie. Ce lieu de culte catholique, lié à l’ordre des Carmes, témoigne de l’histoire religieuse et architecturale de la région.

## Historique
L’église Notre-Dame des Carmes fut construite en 1297 par les membres de l’ordre des Carmes, établis à Carcassonne. Elle servait à la fois de lieu de prière pour les religieux et d’église paroissiale pour les habitants du quartier. Après l'incendie provoqué par le Prince Noir en 1355, l'église fut rebâtie en 1370.
Au fil des siècles, l’église subit plusieurs transformations, notamment au XIXe siècle, avec l’ajout d’éléments baroques.

## Architecture
L’édifice se distingue par son style gothique méridional, caractérisé par :
- Une façade ornée de détails, statues ou éléments spécifiques.
- Une nef unique de six travées et un chœur polygonal.
- Des vitraux représentant des scènes bibliques ou des saints[2],[3].
- La chapelle du Saint-Sacrement et son plafond peint[4].

Le clocher de l’église, ajouté au XIXe siècle, est un élément marquant de l’édifice.

## Usage et transformations
Au XVIIIe siècle, après la Révolution française, l’église fut désaffectée et utilisée comme entrepôt ou tribunal. Par la suite, elle fut restaurée et classée au titre des Monuments historiques,. Elle est attenante aux bâtiments du siège du Diocèse de Carcassonne et Narbonne.

## Classement et conservation
L’église Notre-Dame des Carmes est inscrite au titre des monuments historiques en 2014. Des campagnes de restauration ont été menées pour préserver ce patrimoine. La reprise des travaux de consolidation du bâtiment est prévue en 2025 après la fin d'un contentieux entre l'évêché et la municipalité ,,,,.

## Galerie

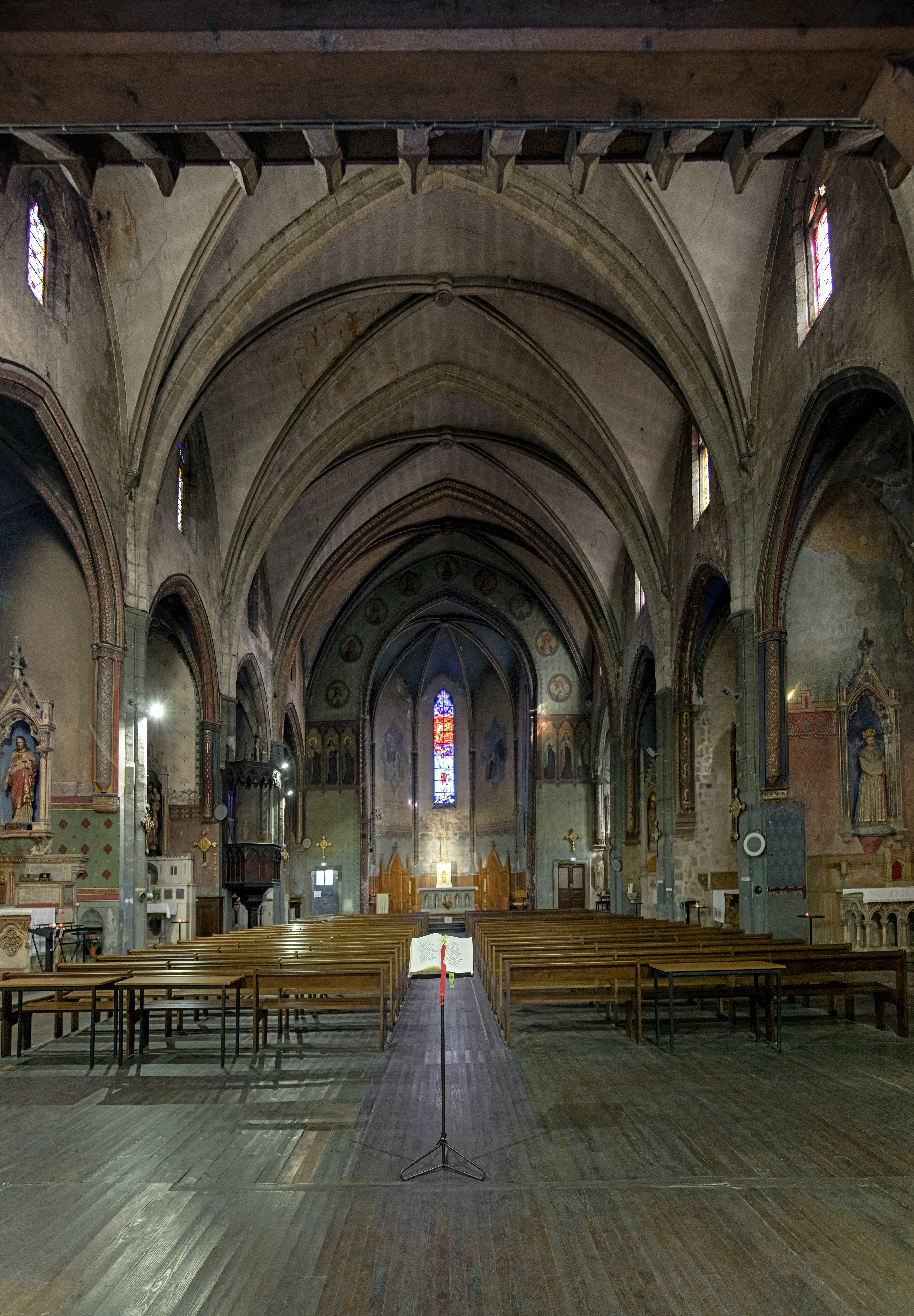
Intérieur de l'église
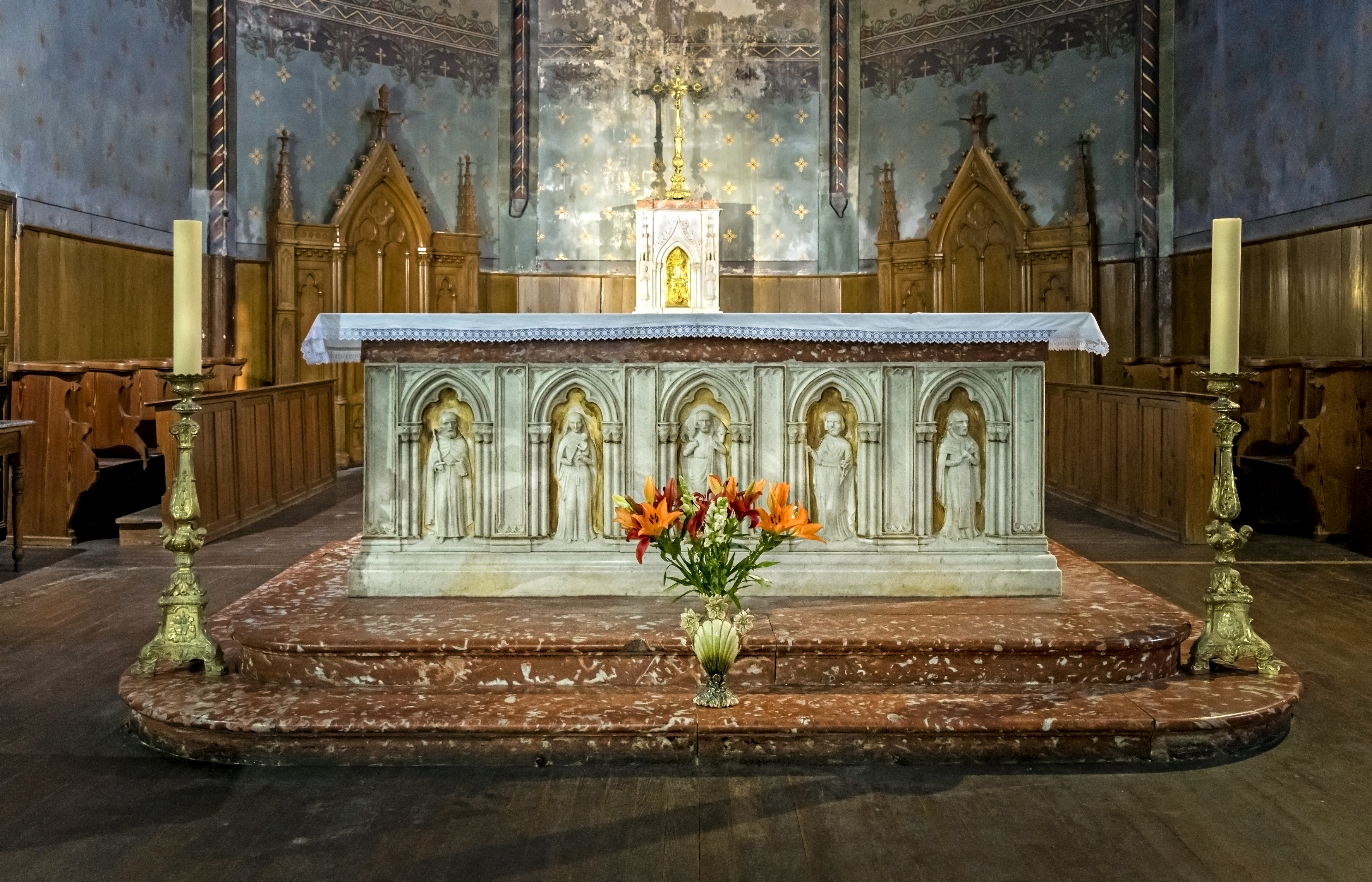
Autel de l'église.
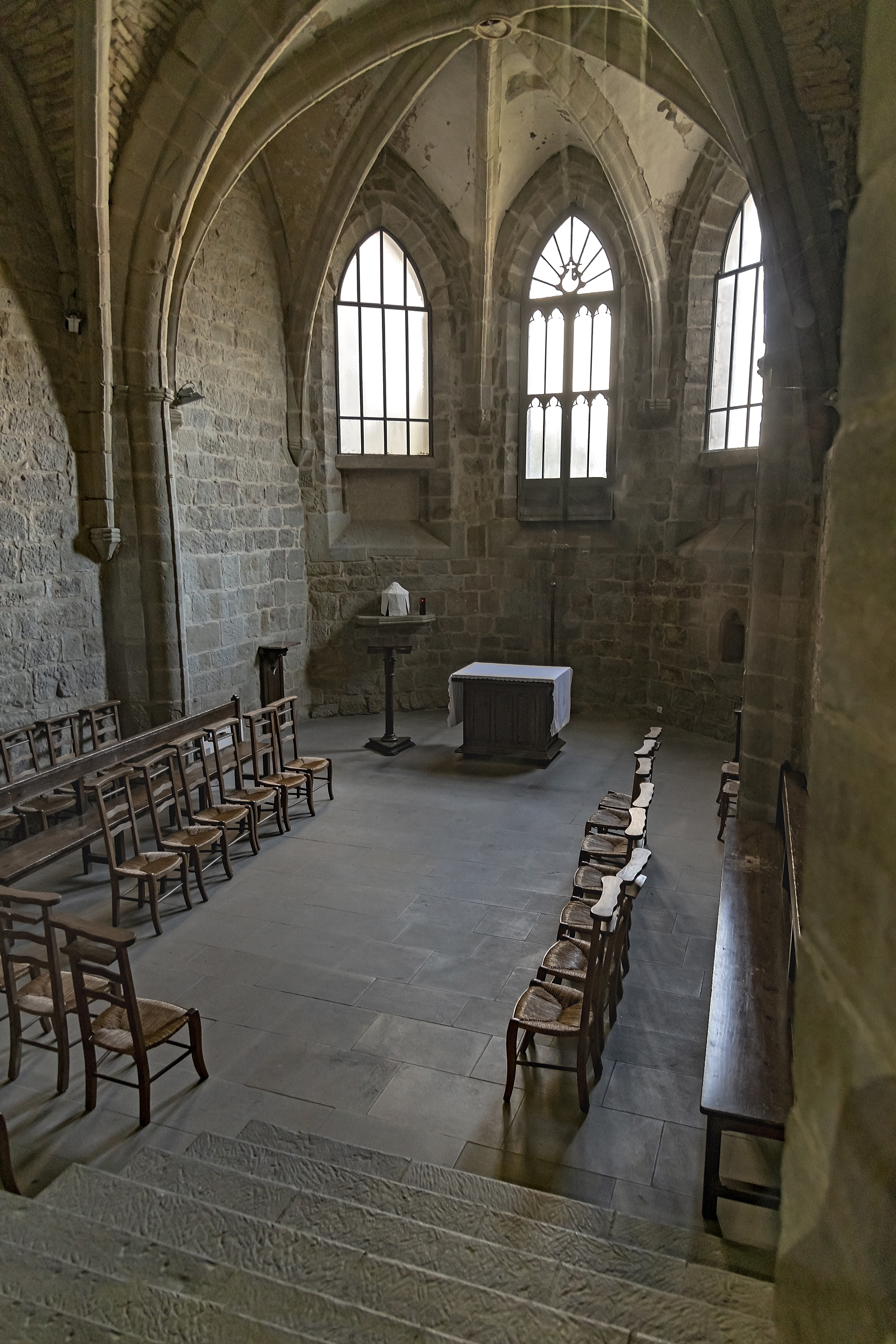
Chapelle du Saint-Sacrement.
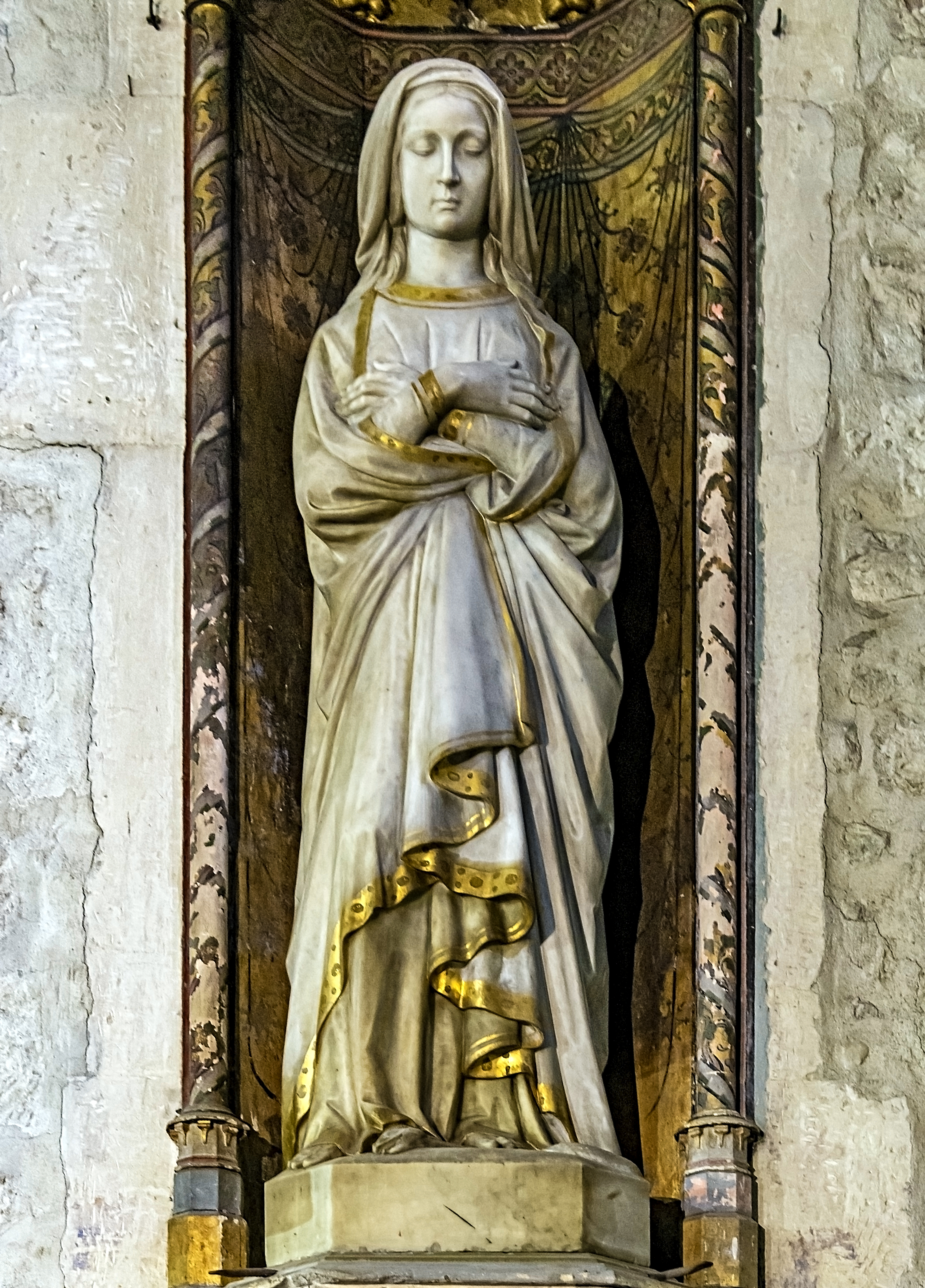
Statue de l'Immaculée conception.
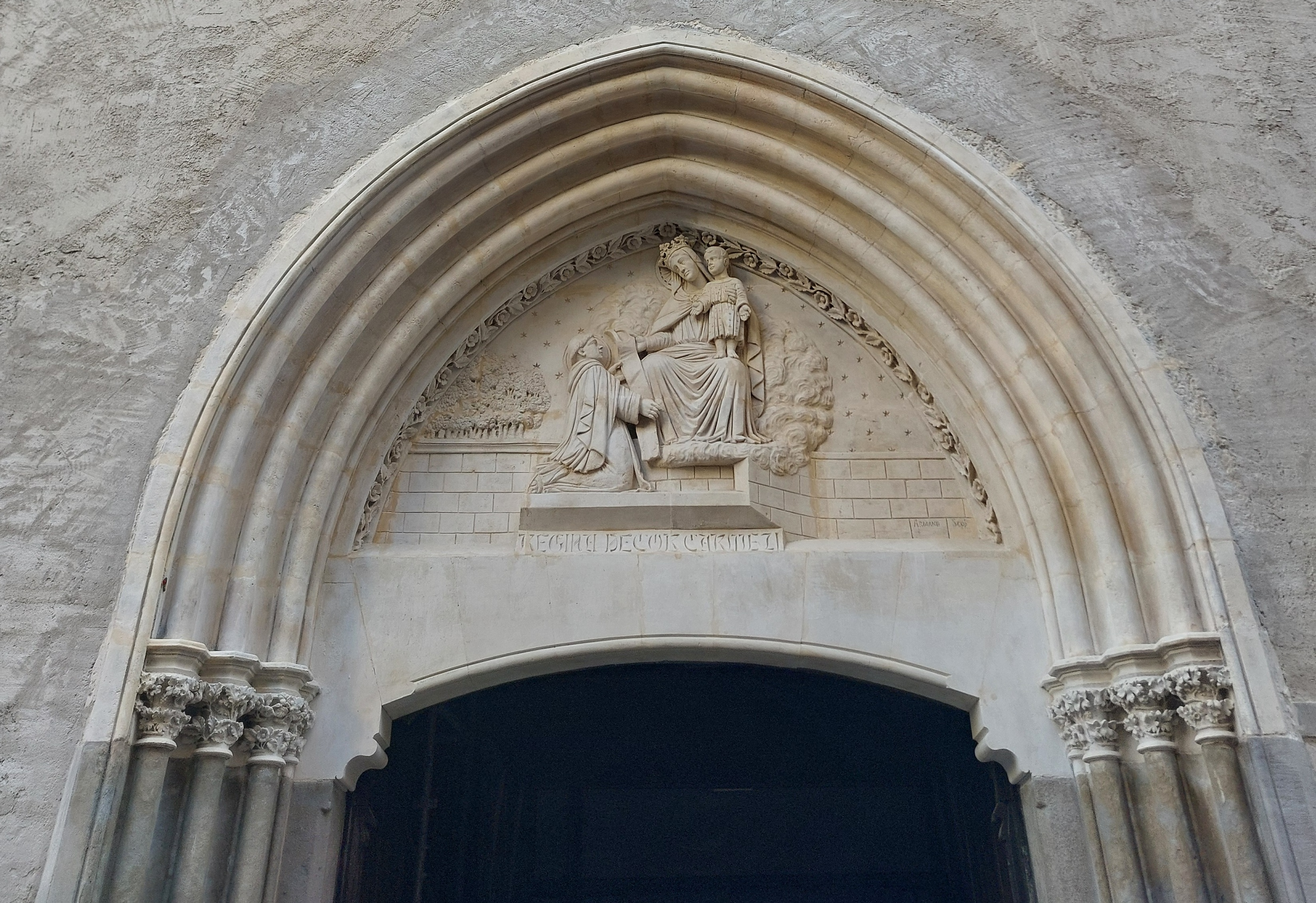
Sculpture située sur le porche ogival de l'église.
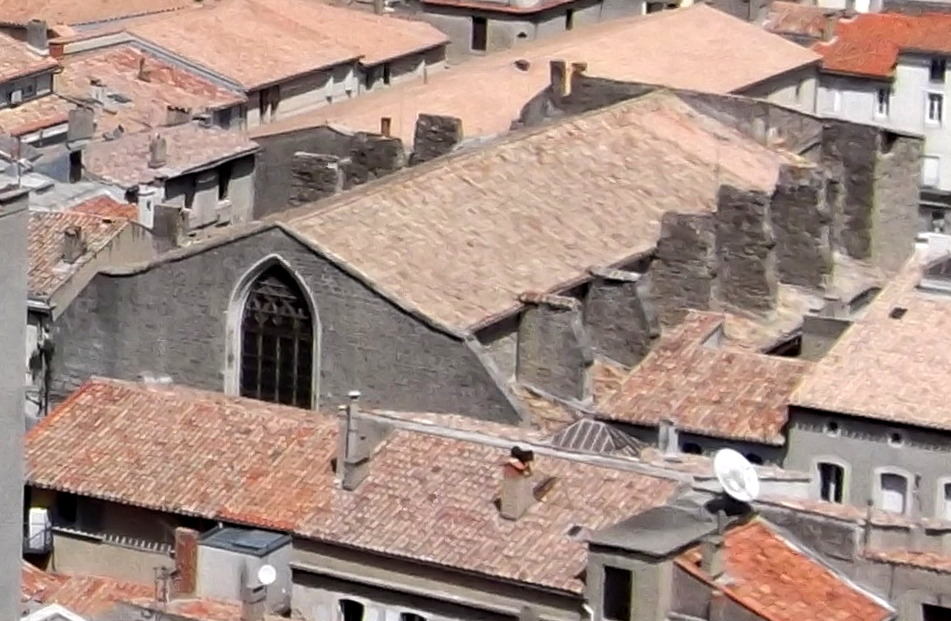
Le toit de l'église des Carmes vu de la tour de l'église Saint-Vincent.